# Trilha de Hayashi

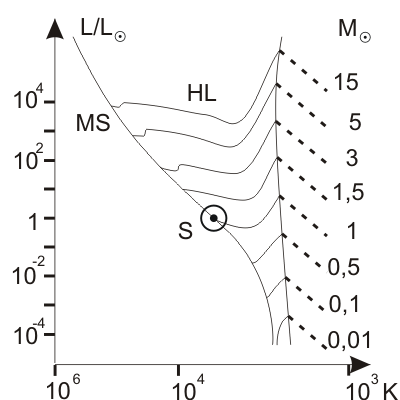
Esquema das trilhas de Hayashi (HL) em um diagrama de Hertzsprung-Russell, em que o eixo vertical representa a luminosidade e o horizontal a temperatura. A linha vertical representa o limite de Hayashi, em que as nuvens protoestelares atingem o equilíbrio hidrostático e formam estrelas que caminharão até a sequência principal (MS). Estrelas de até 0,5 massas solares permanecem na trilha de Hayashi, enquanto que as que têm massas superiores a essa apresentam uma volta na linha, a trilha de Henyey. O ponto S representa o Sol nesse diagrama.

A trilha de Hayashi é o trajeto das protoestrelas no diagrama de Hertzsprung-Russell após o momento em que a nuvem protoestelar se aproximou do equilíbrio hidrostático. Em 1961 Chushiro Hayashi demonstrou que há uma temperatura efetiva mínima (de maneira correspondente, uma delimitação no lado direito do diagrama de Hertzsprung-Russell) menor que aquela em que o equilíbrio hidrostático não pode se sustentar; essa delimitação corresponde a uma temperatura ao redor de 4000 K. Nuvens protoestelares mais frias que isso irão contrair e se aquecer até atingir o limite de Hayashi. Uma vez nesse limite, uma protoestrela continuará a se contrair na escala de tempo de Kelvin-Helmholtz, mas sua temperatura efetiva não irá mais aumentar, pois ela permanecerá no limite de Hayashi. Dessa forma, a trilha de Hayashi se aproxima de uma linha quase vertical no diagrama de Hertzsprung-Russell. Estrelas no limite de Hayashi são plenamente convectivas: isso se deve ao fato de elas serem frias e muito opacas, o que faz com que o transporte de energia radiativa seja deficiente, implicando em grandes gradientes de temperatura interna. Estrelas com massas correspondentes a <0.5 massas solares permanecem na trilha de Hayashi (isto é, são plenamente convectivas) no decorrer de seu período na pré-sequência principal, se unindo à sequência principal no ponto baixo da trilha de Hayashi. Para estrelas com massas de > 0.5 massas solares, a trilha de Hayashi termina, e a trilha de Henyey começa, quando a temperatura interna de uma estrela se eleva o bastante ao ponto em que sua opacidade central cai e o transporte da energia radiativa se torna mais eficiente que o transporte convectivo: a luminosidade mais baixa na trilha de Hayashi para uma massa de determinada massa é então a menor luminosidade na qual ela ainda é plenamente convectiva.
A convecção na trilha de Hayashi implica que as estrelas atingirão a sequência principal com uma composição altamente homogênea.